# Palpimanus globulifer
Palpimanus globulifer är en spindelart som beskrevs av Simon 1893. Palpimanus globulifer ingår i släktet Palpimanus och familjen Palpimanidae. Inga underarter finns listade i Catalogue of Life.